# Elliot Goldenthal

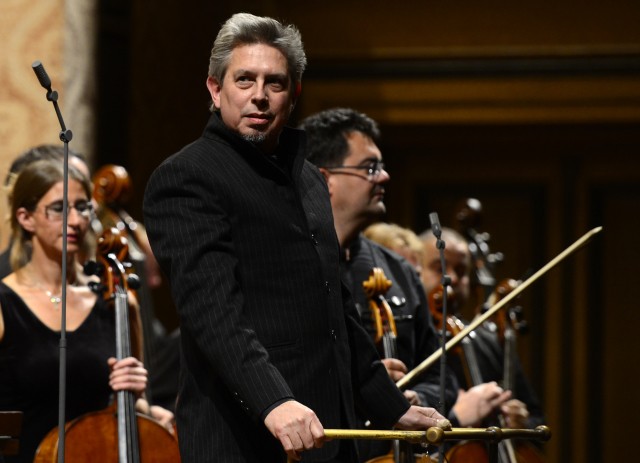
Elliot Goldenthal, 2014

Elliot Bruce Goldenthal (* 2. Mai 1954 in Brooklyn, New York) ist ein US-amerikanischer Komponist von Konzert-, Kammer-, Film- und Theatermusik. Seine Großeltern sind rumänische Einwanderer jüdischen Glaubens aus Bukarest und Iași.
Goldenthal ist ein Schüler der Komponisten Aaron Copland und John Corigliano gewesen und hat an der Manhattan School of Music u. a. Trompete und Kompositionslehre studiert. Darüber hinaus spielt Goldenthal Klavier und singt im Bariton. Er hat sowohl den Bachelor als auch den Master-Grad in Komposition erworben.
Schon zur Studienzeit interessierte sich Goldenthal sehr für das Medium Film, so schrieb er sich 1973 parallel zu seinem Hauptstudium an der NYU's School of Film and Television ein und lernte dort das Regieführen als Grundlage für seine spätere Tätigkeit als Filmkomponist. In der Folge begann Goldenthal ohne bzw. für geringe Gagen, Musik für Studentenfilme und Tanzgruppen zu komponieren. Die beiden erfolgreichen Theaterstücke The King Stag (1983) und Juan Darièn, A Carnival Mass (1988) machten schließlich einige Filmregisseure auf seine Arbeiten aufmerksam.
Der New Yorker wurde in den 1990er Jahren durch zahlreiche außergewöhnliche Filmmusiken einer breiteren Öffentlichkeit bekannt und zählt heute wegen der technischen und konzeptionellen Vielseitigkeit seiner Arbeiten zu den renommiertesten Komponisten auf diesem Gebiet.

## Kompositionstechniken
Mit Blick auf Goldenthals bisherige Arbeiten fällt deutlicher Pluralismus auf – der Komponist verwendet nebeneinander Techniken u. a. der klassischen Moderne, der Spätromantik, der polnischen Avantgarde, der Minimal Music und des Jazz. Es fällt ihm ebenso leicht, spezifisch ethnische oder popularmusikalische Parameter und Instrumentierungen in ein Ganzes zu integrieren.
Die Musik zu Julie Taymors Shakespeare-Adaption Titus (1999) ist exemplarisch – hier lässt der Komponist Techniken verschiedener Zeiten und Räume unter dem Integral seines Personalstils interagieren und kollidieren. Ganz analog Taymors Filmkonzept: Durch die Kollision von Architekturen, Moden und Ausstattungsdetails diverser Epochen und Kulturkreise auf einer einzigen filmischen Ebene wird unter Beibehaltung der Shakespeare'schen Verssprache versucht, das Drama aus einem spezifischen Zeitrahmen herauszubrechen und dadurch den Anspruch des Racheplots auf Allgemeingültigkeit für die menschliche Natur herauszustellen.
Goldenthals Musik zu The Good Thief (2003) ist vor allem von nordafrikanischer Perkussion und amerikanischem Jazz inspiriert. Für Alien 3 (1992) komponierte Goldenthal teils aleatorische Musik. Für den ersten Satz seines Blechbläserquintetts No. 2 (1980), Quinque, verwendete er kontrollierte Improvisation auf Grundlage einer serialistischen Reihe von fünf Tönen.

### Stilmerkmale
Trotz der Vielfalt an Kompositionstechniken und Gestaltungsmitteln lässt sich Elliot Goldenthals Musik meist eindeutig seiner Feder zuordnen. Typische stilistische Merkmale in Goldenthals Musik sind asymmetrische Rhythmen, chromatische Harmonien, Blech-Cluster und, zumeist im Hornpart, die schnelle Abwechslung zwischen einem Ton und seiner geringfügigen Beugung, das so genannte Pitchbending. Melodisches, oftmals von Soloinstrumenten im Orchester gespielt, steht häufig im Kontrast komplexen, dissonanten Klangtexturen gegenüber.
Die orchestrale und Ensemble-Musik Elliot Goldenthals zeichnet sich stets durch filigrane und oftmals ungewöhnliche Orchestrierungen bzw. Instrumentierungen aus. So finden sich neben den bekannten Instrumenten des modernen Sinfonieorchesters auch randständige Instrumente wie Glasharmonika, Theremin, Didjeridu und das von Robert Rutman erfundene steel cello in Goldenthals orchestralem Werk wieder. Hinzu kommen regelmäßig E-Gitarre und Saxophon.
Typisch für sein Filmwerk ist das gelegentliche ironische oder tragische Brechen gewisser Techniken durch Überzeichnung und Steigerung ins Groteske. So parodiert er etwa in Batman Forever (1995) Wagner'sche Dramatik, was sich auch im Titel des Stückes Bätterdämmerung niederschlägt.

### Experimente
Goldenthal arbeitete für seine Musik zu Drugstore Cowboy (1989, für fünf Musiker) mit selbstprogrammierten Keyboards und setzte im Track Heist and Hat Samples des menschlichen Atems als einzige Klangquelle neben einem Tenorsaxophon und Perkussion ein.
Der Komponist sucht häufig nach neuen Wegen, bekannte Instrumente zu spielen (Experimente mit Trompeten-Mundstücken; Singen durch das Instrument) und setzt Instrumente in ungewöhnlichen Funktionen ein – so verwendete er beispielsweise ein Saxophon als Rhythmusinstrument in seiner Thriller-Filmmusik In Dreams (1998).
Für Alien 3 (1992) erstellte er in der Kompositionsphase digital Klangtexturen, die dann später bei der Aufnahme vom Sinfonieorchester imitiert wurden. Des Weiteren verwendete Goldenthal bei diesem Werk Scheren und gespanntes Klavierseil als Klanggeber. Auch in The Good Thief sind selbstgemachte Instrumente zu hören: Plastikmesser, -löffel und -gabeln, die mittels Resonanzkörper zum Klingen gebracht werden. Zur Umsetzung seiner elektronischen Musik, die immer im Kontext eines akustischen Ensembles steht, greift der Komponist bei nahezu all seinen Werken auf den Jazzmusiker und Klangdesigner Richard Martinez zurück.

## Filmmusik
Nach einigen Independent-Produktionen arbeitete Goldenthal 1989 an seinem ersten größeren Filmprojekt: Mary Lamberts Friedhof der Kuscheltiere, einer Romanverfilmung nach Stephen King. Die Musik hierzu für Kammerorchester, Chor und Sopran ist überaus avantgardistisch und erinnert an Krysztof Pendereckis frühe Orchesterkompositionen, zum Beispiel De Natura Sonoris No. 1 (1967). Erstmals erschien auch eine CD mit der Musik Elliot Goldenthals.
David Finchers Film Alien 3 (1992) war der erste potentielle Blockbuster in Goldenthals Filmografie. Hier setzte er verschiedene Elemente wie Knabensopran, Synthesizer, E-Gitarre sowie abermals (nun größeres) Sinfonieorchester und Avantgarde-Klangeffekte ein und hob sich damit deutlich von vorangegangenen Alien-Filmmusiken ab.
In den Neunzigern vertonte der Komponist an die 15 weitere Filme und arbeitete dabei besonders häufig mit den Regisseuren Neil Jordan, Joel Schumacher und Julie Taymor zusammen. Für seine sinfonischen Filmmusiken zu den Jordan-Filmen Interview mit einem Vampir (1994) und Michael Collins (1996) wurde Goldenthal jeweils für den Oscar nominiert. 1995 komponierte er die Originalmusik zu Michael Manns realistischem Actionfilm Heat mit Al Pacino und Robert De Niro, die neben anderen Solisten und Ensembles unter anderem vom Kronos Quartet eingespielt wurde. Die mit dem London Symphony Orchestra aufgenommene Musik zum animierten Film Final Fantasy: Die Mächte in dir (2001) für großes Orchester und Chor erhielt sowohl vom Publikum als auch von Kritikern sehr positive Bewertungen und unterstreicht Goldenthals herausragende Rolle in der Filmmusikszene.
Im Jahr 2003 wurde Goldenthal für seine Musik zu Julie Taymors Film Frida (2002; über die mexikanische Malerin Frida Kahlo) mit dem Oscar ausgezeichnet.

### Filmografie
- 1979: Cocaine Cowboys
- 1980: Blank Generation
- 1989: Friedhof der Kuscheltiere (Pet Sematary)
- 1989: Drugstore Cowboy
- 1990: Criminal Justice – TV
- 1991: Sommer auf Grand Isle (Grand Isle)
- 1992: Fool’s Fire – TV
- 1992: Alien 3 (Alien³)
- 1993: Demolition Man
- 1993: Golden Gate
- 1994: Visitors – Besucher aus einer anderen Welt (Roswell, Fernsehfilm)
- 1994: Interview mit einem Vampir (Interview With The Vampire)
- 1994: Homerun (Cobb)
- 1994: Stimmen aus der Schattenwelt (Voices From A Locked Room)
- 1995: Batman Forever
- 1995: Heat
- 1996: Die Jury (A Time To Kill)
- 1996: Michael Collins
- 1997: Batman & Robin
- 1997: The Butcher Boy – Der Schlächterbursche (The Butcher Boy)
- 1998: Sphere – Die Macht aus dem All (Sphere)
- 1998: Jenseits der Träume (In Dreams)
- 1999: Titus
- 2001: Final Fantasy: Die Mächte in dir (Final Fantasy: The Spirits Within)
- 2002: Frida
- 2002: Der Dieb von Monte Carlo (The Good Thief)
- 2003: S.W.A.T. - Die Spezialeinheit (S.W.A.T.)
- 2007: Across the Universe
- 2009: Public Enemies
- 2010: The Tempest – Der Sturm (The Tempest)
- 2017: Unsere Seelen bei Nacht (Our Souls at Night)
- 2020: The Glorias

### Auszeichnungen
- Oscar-Nominierungen „Beste Filmmusik“: Interview mit einem Vampir; Michael Collins
- Oscar-Nominierung „Bester Song“: Burn It Blue aus Frida
- Oscar: Frida

- Golden-Globe-Nominierungen: Interview mit einem Vampir; Michael Collins
- Golden Globe: Frida

- World-Soundtrack-Award-Nominierungen: Final Fantasy; Burn It Blue aus Frida (Filmsong)
- World Soundtrack Awards: „Filmkomponist des Jahres 2002“; Frida

- Los Angeles Film Critics Award: The Butcher Boy
- Chicago Film Critics Award: The Butcher Boy

- Grammy-Nominierungen „Herausragende Komposition für Film“: Batman Forever; Defile and Lament aus Die Jury

## Theatermusik
Während Goldenthal in den 1990er Jahren überwiegend für den Film komponierte, konzentrierte er sich in den Achtzigern stark auf Theaterproduktionen und Musicals. Auch und besonders hier arbeitete der Komponist mit der Regisseurin Julie Taymor zusammen. Sein erfolgreichstes Stück dieser Gattung ist wohl The King Stag, das noch heute oft aufgeführt wird. The King Stag ist, wie auch die anderen Gozzi-Adaptionen, eine Mischform aus Theater und Musical.
Auf CD veröffentlicht sind bislang nur zwei Theaterproduktionen. Zum einen das Werk Juan Darièn – A Carnival Mass (1988, bearb. 1996), wo sich die exzessive Unbeschwertheit des lateinamerikanischen Karnevals und die sakrale Andächtigkeit einer Messe gegenüberstehen und in der finalen Sequenz Dies Irae kollidieren. Das Libretto des Stücks basiert auf einer Kurzgeschichte von Horacio Quiroga und der Requiem-Liturgie.
Zum anderen ist The Green Bird (1996) auf CD erhältlich, das dritte auf Carlo Gozzi-Fabeln basierende Goldenthal-Musical, ein launisch-heiteres Konglomerat aus orchestraler Komik und Tragik, Jazz und Oper.

### Verzeichnis
- 1983: The King Stag (nach einem Text von Carlo Gozzi)
- 1985: Liberty's Taken (Musical)
- 1987: The Serpent Woman (nach einem Text von Carlo Gozzi)
- 1986: Die vertauschten Köpfe – The Transposed Heads (Musiktheater nach der Erzählung von Thomas Mann)
- 1988: Juan Darien, A Carnival Mass (1996 überarbeitet und für Sony Classical aufgenommen)
- 1994: Titus Andronicus (Bühnenmusik)
- 1996: The Green Bird (Broadway-Stück nach einem Text von Carlo Gozzi)
- 2013: A Midsummer Night's Dream (Bühnenmusik)

## Konzert- und Kammermusik, Ballett, Oper

### Konzertmusik
1988 wurde Goldenthal von der ASCAP beauftragt, ein Stück anlässlich des 70. Geburtstags Leonard Bernsteins zu komponieren; Shadow Play Scherzo für Orchester wurde vom Brooklyn Symphony Orchestra in der New Yorker Town Hall uraufgeführt. Anfang und Ende des lebhaften Stückes erinnern an indonesische Gamelan-Musik, innerhalb dieses exotischen Rahmens bedient sich Goldenthal verschiedener westlicher Techniken. Ein weiteres Auftragswerk mit dem Titel Pastime Variations komponierte er 1990 für das Haydn-Mozart Chamber Orchestra. Sein für Wynton Marsalis komponiertes Concerto für Trompete und Orchester debütierte im Herbst 1997.

### Ballett
Als erster amerikanischer Komponist überhaupt erhielt Goldenthal 1998 einen Auftrag für ein abendfüllendes auf einer Erzählung basierendes Ballett. In den drei Akten seines Stücks Othello für Orchester (sowie zusätzliche Perkussion, Altsaxophon, Glasharmonika und Synthesizer) stellt Goldenthal zu einer modernen Choreographie von Lar Lubovitch die gleichnamige Shakespeare-Tragödie dar. Im Mittelpunkt des Dreiakters steht im zweiten Akt eine vierzehnminütige Tarantella, die die Entwicklung von Iagos Plan gegen Othello begleitet. 2003 wurde eine Aufführung des San Francisco Ballets auf DVD veröffentlicht, außerdem ist eine siebzigminütige Suite des Balletts auf einer CD des Labels Varèse Sarabande erhältlich.

### Oratorium
1993 wurde Elliot Goldenthal vom Pacific Symphony Orchestra beauftragt, ein Oratorium zu komponieren, das die Erfahrungen des Vietnam-Krieges reflektiert. Neben der Musik zeichnet Goldenthal auch für die Textauswahl verantwortlich. Das dreisätzige Werk von ca. 65 Minuten Dauer trägt den Titel Fire Water Paper - A Vietnam Oratorio und ist für Sopran, Bariton, Chor, Kinderchor und großes Orchester geschrieben. Es wurde 1995, d. h. zwanzig Jahre nach dem offiziellen Ende des Krieges, uraufgeführt. Seiji Ozawa führte das Oratorium im April 1996 mit dem Boston Symphony Orchestra in der Carnegie Hall auf. Im gleichen Jahr erschien eine CD-Aufnahme mit dem Cellisten Yo-Yo Ma und dem Pacific Symphony Orchestra unter Carl St. Clair bei Sony Classical.

### Oper
Am 8. Juni 2006 wurde Goldenthals erste Oper Grendel, Transcendence of the Great Big Bad in Los Angeles nach jahrelanger Kompositions- und Vorbereitungsphase uraufgeführt. Das Libretto von Julie Taymor und JD McClatchy basiert auf dem gleichnamigen Roman von John Gardner und der englischen Beowulf-Sage. Julie Taymor führte Regie, Steven Sloane dirigierte das Orchester. Nach drei weiteren Aufführungen in Los Angeles fand im Rahmen des Lincoln Center Festivals am 11. Juli 2006 die erste von insgesamt vier Aufführungen in Goldenthals Heimatstadt New York statt.

### Verzeichnis
- 1974: Three Pieces for Piano
- 1977: Sonata for Double Bass and Piano
- 1980: Brass Quintet No. 2
- 1981: Jabberwocky (für Oboe, B-Klarinette, Fagott, Horn u. Bass-Bariton; nach einem Text von Lewis Carroll)
- 1988: Shadow Play Scherzo
- 1988: Pastime Variations (für Kammerorchester)
- 1995: Fire Water Paper, A Vietnam Oratorio
- 1997: Concerto for Trumpet and Orchestra (Wynton Marsalis gewidmet)
- 1997: Othello (Ballett zu einer Choreographie von Lar Lubovitch)
- 2006: Grendel, Transcendence of the Great Big Bad (Oper)
- 2013: The Stone Cutters (Streichquartett)
- 2013: Othello Symphony (sinfonische Fassung der gleichnamigen Ballettmusik)
- 2014: Symphony in G-sharp minor
- 2019: October Light: Adagio for Orchestra[1]
- 2021: Symphony No. 3 for Soprano and Orchestra on poems by Barbara Sadowska

### Interviews
- NewMusicBox: Elliot Goldenthal im Gespräch mit Frank J. Oteri, 2003
- Planet Interview: Elliot Goldenthal, 2003 (deutsch)
- Cinemusic Online: Interview über Final Fantasy und andere Filmwerke, 2002
- SoundtrackNet: Interview über Titus und Heat, 2000 und über Frida und The Good Thief, 2002

### Artikel
- Sound on Sound: Sehr ausführliches Porträt, von Mark Wherry, 2003
- Matthias Keller: Zwischen Batman und Othello, 1998 (deutsch)
- NPR.org: Audio-Reportage von Jeff Lunden über Grendel, mit Ausschnitten und Interviews, Juli 2006
- Don Shewey über Julie Taymor und Elliot Goldenthal; New York Times, Oktober 2002
- Film Score Monthly: Besprechung der Filmmusik Sphere, März 1998
- Rob Hudson über Fire Water Paper, A Vietnam Oratorio, April 1996
- Don Shewey über Juan Darièn; Connoisseur, Dezember 1989

### Multimedia und Sonstiges
- Offizielle Homepage
- Fünfminütiges Featurette Scoring Batman Forever, aus der Film-DVD 2006
- Inoffizielle Homepage mit zahlreichen Hörbeispielen (seit 2003 nicht mehr aktualisiert)
- PBS Great Performances: Multimedia-Präsentation zu Othello mit Video-Interviews und Ausschnitten
- Music from the Movies: Diskographie und Kurzkritiken zu Goldenthals Filmmusik
- Elliot Goldenthal bei IMDb